# Ichneumon calitergus
Ichneumon calitergus är en stekelart som beskrevs av Cresson 1867. Ichneumon calitergus ingår i släktet Ichneumon och familjen brokparasitsteklar. Inga underarter finns listade i Catalogue of Life.